# الحسن محمد سعيد
الحسن محمد سعيد ولد عام 1940.

## سيرته المهنية
تلقى تعليمه الأولي والثانوي في مدينة عطبرة، وحصل على ليسانس حقوق من جامعة القاهرة فرع الخرطوم في عام 1968. وحصل أيضًا على شهادة مهنة القانون في عام 1969، ودبلوم القانون العام من جامعة عين شمس في عام 1977، ثم دبلوم الدراسات القانونية من معهد البحوث والدراسات العربية (1976– 1978). تتلمذ على يد الأديب بشير الطيب الذي وجهه نحو كتابة القصة، وعاصر في الستينيات عيسى الحلو، وإبراهيم إسحاق، وعثمان الحوري، وغيرهم من كتاب الرواية السُّودانية وتأثر بهم .عمل مستشاراً في ديوان النائب العام بالسودان ثم انتقل للعمل في اليمن معارًا منذ ما يقرب 25 عاماً، وأصبح عضوا بنادي القصة اليمني (المُقه) بصنعاء، ويعمل مستشارا قانونيًا ببنك اليمن الدولي باليمن. شارك في العديد من الندوات والملتقيات الثقافية في السودان، واليمن، ومصر. تدور كل الأحداث في رواياته في بيئات سودانية بالرغم من غربته الطويلة باليمن، وشخصيات رواياته تعبر عن واقع الحياة السودانية.

## النتاج الروائي
• “أزمنة الترحال والعودة”، 2005
• “ثلوج على”أبوجنزير”، 2007
• “شمس الخرطوم”، 2010
• “ريحان الحلفاية” (مجموعة قصصية)، 2008

### الانتاجات الأخرى:
• “لعله الخروج الذي لا يكون” (مجموعة قصصية)، 2008
• “عطبرة”، 2005
• “البيئة المصرفية في اليمن”
• “البنك المركزي اليمني”
• “التحكيم في السودان”، 2006
• “شيء من الاحتيال في التجارة الدولية”، 2011
• “صمت الأفق”، 2012
• “الفحل”، 2013
• “البقعة”، 2015